# Barysilite
La barysilite è un minerale.